# دمیان مایا
دمیان مایا (انگلیسی: Demian Maia؛ زادهٔ ۶ نوامبر ۱۹۷۷) جودوکار، ورزشکار هنرهای رزمی ترکیبی و کاراته‌کا اهل برزیل است.